# Sedrida
Santa Sedrida (Sǣþrȳð en inglés antiguo), también conocida como Sæthryth, Sethrida o Saethrid, es una santa cristiana del siglo VII. Era la hijastra del rey Anna de Estanglia. Fue monja benedictina en la abadía de Faremoutiers-en-Brie, en la Galia, siendo la abadesa su fundadora santa Burgundofara, a quien sucedió posteriormente en el cargo. Las santas Sexburga, Ethelburga, Eteldreda y Withburga era hermanas por parte de padre de Sedrida.
Su festividad se celebra el 7 de enero, aunque anteriormente se celebraba el 10 del mismo mes.